# Sisinnios (stratège)
Sisinnios (718 - vers 741) est un aristocrate byzantin. 

## Famille
Il est le cousin germain de l'empereur Constantin V. 
Son grand père paternel, Sisinnios Rendakios, est par son père d'origine bulgare et par sa mère, le petit fils de Sisinnios, stratège de l'Hellage[Quoi ?]. Son grand père maternel, Constantin, est le père de l'empereur Léon III.

## Biographie
Il est le premier stratège connu des Thracésiens. En 741, il soutient Constantin V contre l'usurpateur Artabasdos, mais fut lui-même plus tard aveuglé par l'empereur lorsqu'il le soupçonna de complot.